# Phryganopteryx pauliani
Phryganopteryx pauliani là một loài bướm đêm thuộc phân họ Arctiinae, họ Erebidae.